# واد البور
واد البور هي جماعة قروية في إقليم شيشاوة بجهة مراكش آسفي.
يبعد مركز الجماعة عن مدينة إمنتانوت بـ 7 كلم، وعن مدينة مراكش بـ 105 كلم.

## دواوير الجماعة
- دوار تيبت
- دوار أبليون
- دوار بلزيز
- دوار إد محفوظ
- دوار إكنان
- دوار إمين العين (مركز الجماعة)
- دوار إفري موس
- دوار إسدرام
- دوار البرج
- دوار إميزن
- دوار وازرويك
- دوار تكاديرت
- دوار أيت عبد النور
- دوار أغبالو
- دوار تمالوكت
- دوار إمين غز
- دوار أكركساون
- دوار سيدي عبد الله أوعلي
- دوار تكوكين
- دوار إمرجان
- دوار تلعينت
- دوار إكريميتن
- دوار زاوية أملال
- دوار هابو
- دوار أكادير عباس
- دوار تركين
- دوار زاوية بزايوض
- دوار باجة
- دوار تامسولت
- دوار إكين تغرات
- دوار أكادير إيكركاون
- دوار تالمست
- دوار أضرضور
- دوار مزبير
- دوار أماضين

## التعليم
قائمة المؤسسات التعليمية في جماعة واد البور:
- مجموعة مدارس إمين العين (المركزية: إمين العين / الوحدات: إسدرام)
- مجموعة مدارس إميزن (المركزية: إميزن / الوحدات: تمالوكت)
- مجموعة مدارس تيبت (المركزية: تيبت / الوحدات: )
- مجموعة مدارس إمين اغز (المركزية: إمين اغز / الوحدات: إمرجان - تكوكين - تلعينت)
- مجموعة مدارس تالمست (المركزية: تالمست / الوحدات: )
- مدرسة الإمام مالك للتعليم العتيق (إمين العين)
- المدرسة العتيقة لتالمست